# Karim Kattan
Karim Kattan, né en 1989 à Jérusalem, est un écrivain et poète, palestinien et français.

## Biographie
Né à Jérusalem en 1989, Karim Kattan est normalien et docteur en littérature comparée de l'Université Paris-Nanterre. Il a un frère aîné chef cuisinier, Fadi Kattan (en). Ils sont issus de « l'une des plus anciennes familles chrétiennes de Bethléem ».

## Œuvres
Auteur de plusieurs ouvrages, il publie en 2017 un recueil de nouvelles, intitulé Préliminaires pour un verger futur, finaliste du prix Boccace. Deux romans suivent : Le Palais des deux collines (2021), lauréat 2021 du Prix des cinq continents de la francophonie, puis L'Éden à l'aube (2024), lauréat du prix international de la Prose Rotary – PEN Club 2024 (première édition de ce prix), du Prix littéraire du 2e roman de Laval 2024, du Prix La Cagnotte 2024, et du Prix JesusParadis 2025. Il a par ailleurs été retenu dans la deuxième sélection du prix Renaudot 2024. 
Dans Le Palais des deux collines, un Palestinien, Faysal, trentenaire, retourne à Jabalayn, son village natal, à la suite de la réception d'un faire-part de décès d'une personne qu'il a du mal à identifier. Karim Kattan y rend compte, à travers l'histoire d'une famille, de l’histoire du conflit israélo-palestinien, de 1948 à nos jours.
Dans L'Éden à l'aube, il évoque une histoire d'amour entre deux hommes palestiniens ; le récit est plongé non pas dans la géographie réelle, mais dans une forme imaginaire du pays, permettant un accès à l'intériorité des protagonistes. Ce livre est salué par la critique. Libération évoque son « écriture magnétique » (19  octobre  2024), tandis qu'En attendant Nadeau met en avant le « lyrisme extrême » de ce texte qui « semble avoir terrassé le réalisme, comme saint Georges a terrassé le dragon.» (7  septembre  2024), et La Grande Librairie, par la voix d’Augustin Trapenard, présente L’Éden à l’aube comme l’un des « plus beaux livres de cette saison littéraire ». 

## Principaux ouvrages publiés
- Préliminaires pour un verger futur, recueil de nouvelles, éditions Elyzad, 2017. (ISBN 978-9-97358-096-2)
- Le Palais des deux collines, roman, éditions Elyzad, 2021. (ISBN 978-2-494463-27-1)
- L'Eden à l'aube, roman, éditions Elyzad, 2024. (ISBN 978-2-494463-22-6)
- Hortus Conclusus, recueil de poésie, éditions Extrême contemporain, 2025. (ISBN 978-2-49333-324-7)[15]

## Positions politiques
Il fait partie des écrivains qui s’expriment régulièrement sur la Palestine. Il est l’un des premiers à prendre la parole après le déclenchement de la guerre entre Israël et le Hamas, après le 7 octobre 2023 et publie plusieurs tribunes et entretiens dans la presse française, Il réagit par exemple, dès novembre 2023, dans une tribune dans Libération, aux propos du premier ministre israélien Benyamin Netanyahou lorsque celui-ci nomme les Palestiniens, des « enfants des ténèbres ». De même, il interroge par exemple le vocabulaire utilisé par l'Élysée lorsque la présidence s'exprime sur les « Chrétiens de Terre sainte » plutôt que les Chrétiens palestiniens.  Il initie en 2025, une tribune dans le journal Libération, signée par 400 écrivains francophones appelant, entre autres, à nommer le « génocide » à Gaza.

## À voir également